# Alectra
Alectra är ett släkte av snyltrotsväxter. Alectra ingår i familjen snyltrotsväxter.

## Bildgalleri

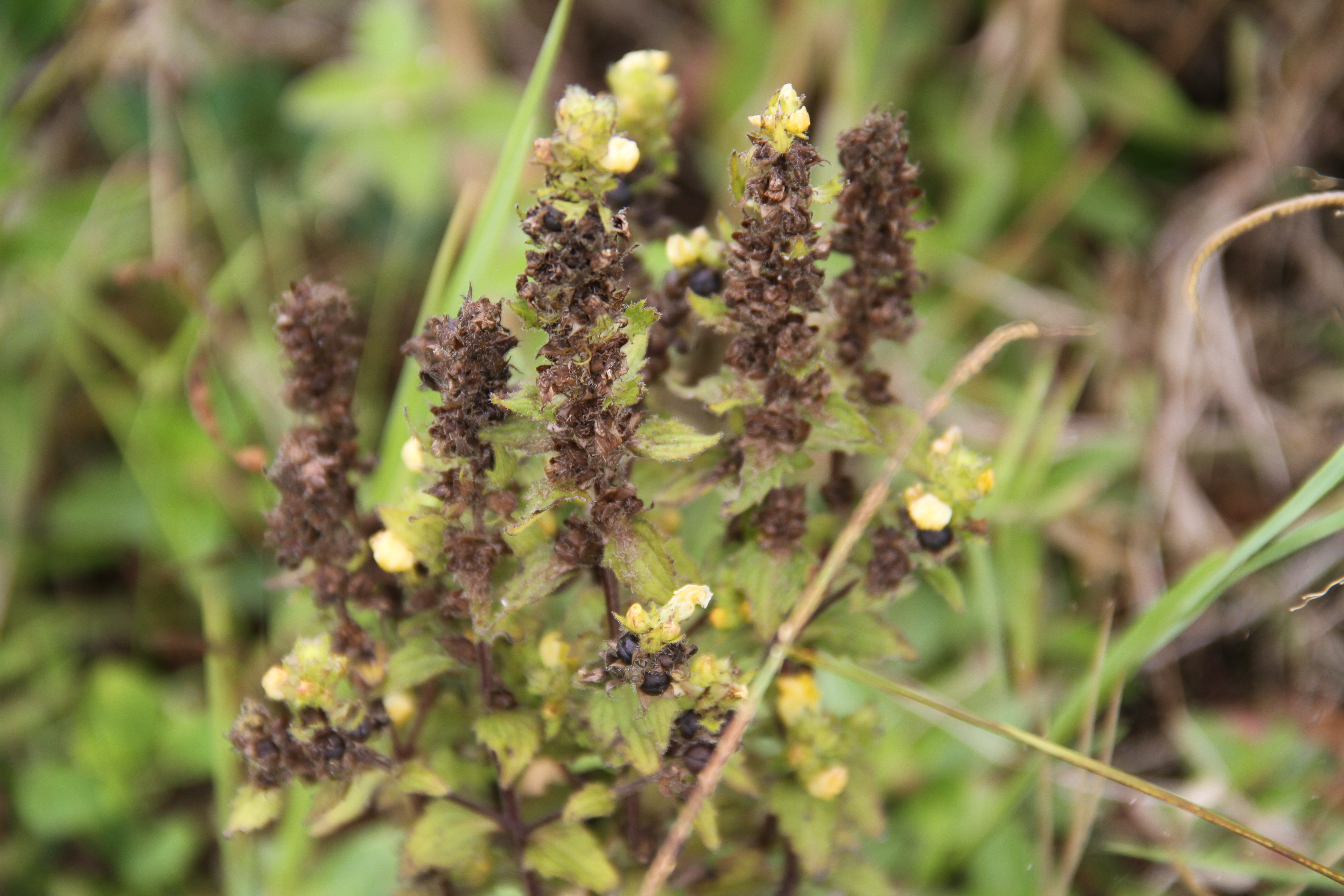
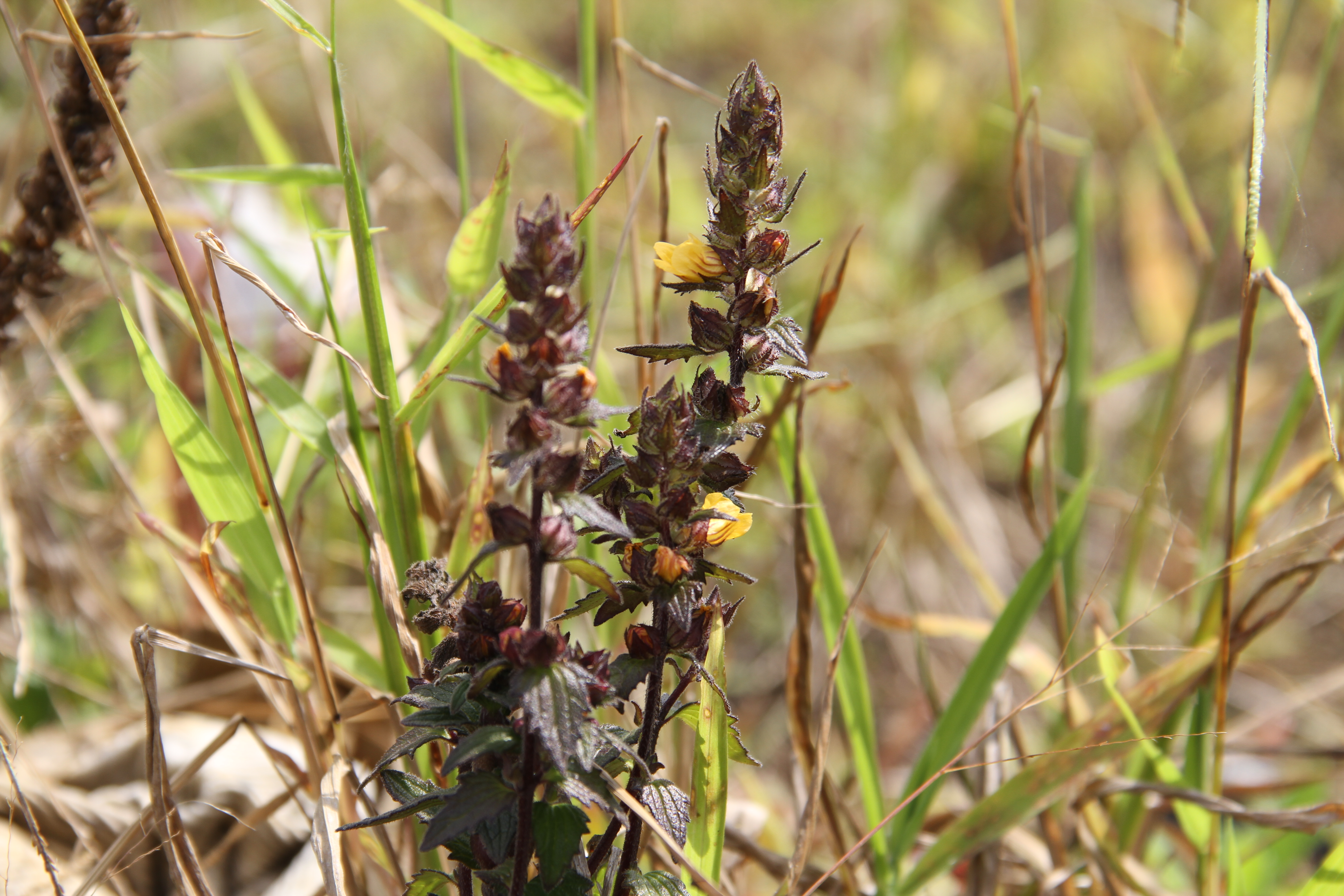

## Dottertaxa tillAlectra, i alfabetisk ordning[1]
- Alectra aberdarica
- Alectra alectroides
- Alectra arabica
- Alectra asperrima
- Alectra atrosanguinea
- Alectra aurantiaca
- Alectra avensis
- Alectra bainesii
- Alectra basserei
- Alectra basutica
- Alectra capensis
- Alectra dolichocalyx
- Alectra dunensis
- Alectra excelsus
- Alectra fruticosa
- Alectra glandulosa
- Alectra gracilis
- Alectra hildebrandtii
- Alectra humbertii
- Alectra hundtii
- Alectra lancifolia
- Alectra ledermannii
- Alectra linearis
- Alectra lurida
- Alectra merkeri
- Alectra natalensis
- Alectra orobanchoides
- Alectra parasitica
- Alectra pedicularioides
- Alectra picta
- Alectra pseudobarleriae
- Alectra pubescens
- Alectra pumila
- Alectra rigida
- Alectra scharensis
- Alectra schliebenii
- Alectra schoenfelderi
- Alectra sessiliflora
- Alectra stolzii
- Alectra thyrsoidea
- Alectra trinervis
- Alectra virgata
- Alectra vogelii